# Zschackwitz
Zschackwitz ist ein Stadtteil der Stadt Döbeln im Landkreis Mittelsachsen. Er wurde am 1. November 1932 eingemeindet.

## Geographie

### Geographische Lage und Verkehr
Zschackwitz befindet sich am Ostrand der Döbelner Kernstadt. Der Amselbach trennt den Hauptort von der südlich gelegenen Kleingartensiedlung und dem Gewerbegebiet Döbeln-Ost. Über die Straße ist Zschackwitz nur durch eine nach Süden führende Stichstraße zur Bundesstraße 175 erreichbar.

### Nachbarorte
| Pommlitz   |                                             | Simselwitz  |
| Döbeln-Ost | Kompassrose, die auf Nachbargemeinden zeigt | Zschäschütz |
|            | Sörmitz                                     |             |

## Geschichte

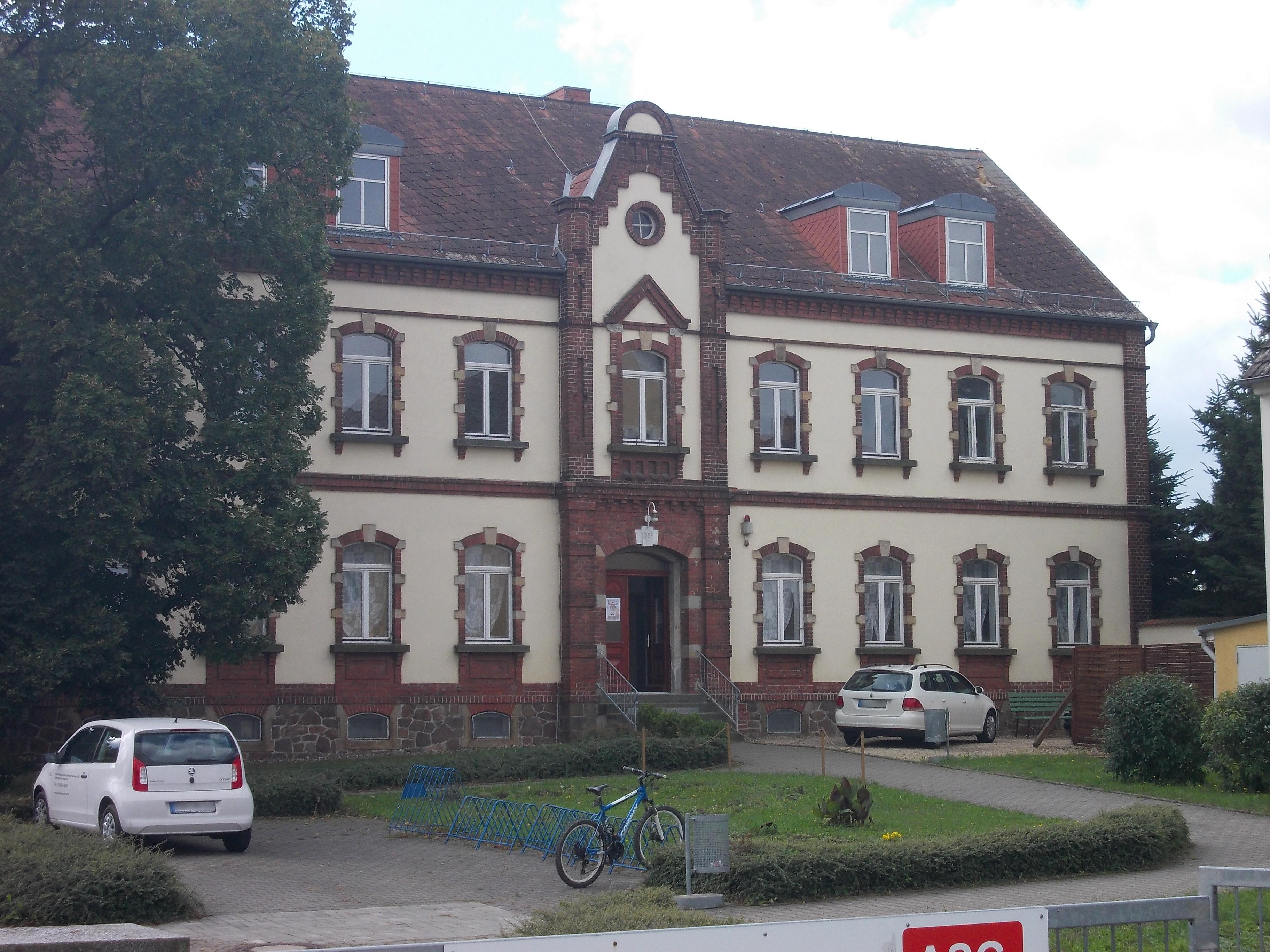
Zschackwitzer Schule

Der östlich des Stadtzentrums liegende Bauernweiler wurde 1343 als Zchakuwitz urkundlich erwähnt. Der Ortsname geht auf den altsorbischen Personennamen Čak zurück, bedeutet also Siedlung der Leute eines Čak. Der Ort gehörte bis zur Reformation und der damit einhergehenden Säkularisation im 16. Jahrhundert zum Kloster Döbeln. Anschließend unterstand Zschackwitz um 1696 der Grundherrschaft des Ritterguts Hermsdorf und um 1764 dem Rittergut Mahlitzsch.
Um 1554 lag Zschackwitz im Amt Döbeln, welches im Jahr 1588 in das benachbarte Amt Leisnig integriert wurde. Seitdem gehörte der Ort bis 1856 zum Amtsbezirk Döbeln des kursächsischen bzw. königlich-sächsischen Amts Leisnig. Ab 1856 unterstand der Ort dem Gerichtsamt Döbeln und ab 1875 der Amtshauptmannschaft Döbeln. Kirchlich ist Zschackwitz seit jeher nach Döbeln gepfarrt.
Zschackwitz wurde am 1. November 1932 nach Döbeln eingemeindet. Zu dieser Zeit hatte es etwa 200 Einwohner. Durch die zweite Kreisreform in der DDR kam Zschackwitz als Ortsteil der Stadt Döbeln im Jahr 1952 zum Kreis Döbeln im Bezirk Leipzig, der 1990 als sächsischer Landkreis Döbeln fortgeführt wurde, bis er im Jahr 2008 im Landkreis Mittelsachsen aufging.

## Kulturdenkmale
Das an der Dresdner Straße 30c in Zschackwitz stehende Schulgebäude ist eines der Döbelner Kulturdenkmale.